# Ронжье, Валантен
Валанте́н Ронжье́ (фр. Valentin Rongier; род. 7 декабря 1994[…], Макон) — французский футболист, центральный полузащитник клуба «Ренн».

## Карьера
Родился в Маконе в 1994 году. Футбольную карьеру начал в молодёжной академии «Нанта». С 2013 года выступал в составе резервной команды клуба в любительском чемпионате Франции. Дебют футболиста в чемпионате Франции состоялся 18 октября 2014 года, на 78-й минуте домашнего матча против «Реймса» Ронжье заменил на поле Люку До. 3 января 2015 года полузащитник забил свой первый гол в профессиональной карьере, отличившись в матче Кубка Франции. 17 октября 2015 года игрок забил первый гол в чемпионате Франции, поразив ворота «Труа». Начиная с сезона 2016/17 Ронжье закрепился в основном составе команды и провёл 63 матча за два сезона.
3 сентября 2019 года Ронжье перешёл в «Олимпик Марсель», подписав контракт на пять лет. Ронжье смог перейти в «Марсель» по «правилу джокера», позволяющему каждому французскому клубу приобрести одного игрока, выступающего во Франции, после закрытия трансферного окна. Сумма трансфера составила 13 миллионов евро плюс четыре миллиона евро бонусов, два из которых будут выплачены в случае выхода «Марселя» в еврокубки, а ещё два выплачены как «штраф» за то, что из-за задержки в переговорах «Нант» не успел подписать замену Ронжье. Кроме того, «Нант» может получить 50 процентов от перепродажи Валентена, но не более восьми миллионов евро.
20 сентября 2022 года подписал продление контракта с «Олимпик Марсель» ещё на два сезона до 2026 года.